# حسيب الصباغ
حسيب جريس الصباغ (وُلد عام 1920 في طبريا، توفي في 12 يناير 2010 في الولايات المتحدة الأمريكية)، رجل أعمال فلسطيني، أسس شركة اتحاد المقاولين ال CCC، وكان عضواً في المجلس الوطني الفلسطيني والمجلس المركزي في منظمة التحرير الفلسطينية. يعتبر من أهم رجال الأعمال الفلسطينيين وله إسهامات مهمة في الاقتصاد والتعليم في فلسطين.

## أسرته وتعليمه
ولد في طبريا لعائلة فلسطينية مسيحية كاثوليكية،. وأحد أجداده هو إبراهيم الصباغ الذي اشغل منصبًا إداريًا في حكومة ظاهر العمر شيخ الجليل في منتصف القرن الثامن عشر. كما أن عددًا من أفراد عائلته أشغل مناصب إدارية مختلفة وشغل جده وأعمامه منصب قنصل فرنسا في صفد.
تلقى تعليمه الابتدائي في المدرسة الكاثوليكية في صفد، ثم أنهى دراسته الثانوية سنة 1938 في الكلية العربية في القدس، ثم درس الهندسة المدنية في الجامعة الأميركية في بيروت وتخرج عام 1941.
تزوج من ديانا تماري (توفيت عام 1978)، وله ثلاثة أبناء هم سناء وسهيل وسمير.

## نشاطه السياسي
في بيروت تعرف إلى التيارات السياسية المختلفة، وشارك في المظاهرات الطلابية المناوئة لفرنسا و الاستعمار الأوروبي. لدى اندلاع الحرب العالمية الثانية، وبسبب اشتداد حالة التوتر والهيجان في صفوف طلاب الجامعة الاميركية في بيروت، قررت إدارة هذه الجامعة تقليص السنة الدراسية في عام 1941، ومنح طلابها المشرفين على إنهاء دراستهم شهادات الإنهاء، وكان من بين هؤلاء حسيب صباغ. وأقفلت الجامعة أبوابها ريثما تتوقف الحرب.
كان عضواً مؤسساً في المجلس الوطني الفلسطيني، والمجلس المركزي لمنظمة التحرير الفلسطينية، وساهم بشكل فاعل بفتح الحوار، لأول مرة، بين المنظمة والإدارة الأميركية في العام 1988. وبعد قيام السلطة الوطنية الفلسطينية في العام 1994، كانت شركة اتحاد المقاولين الفلسطيني من أوائل الشركات المستثمرة في قطاع البنية التحتية في الضفة وغزة، حيث مولت برنامجاً لتطوير مهارات المهندسين بقيمة 20 مليون دولار، وأسست في غزة، مع شركة أميركية، أول محطة فلسطينية لتوليد الطاقة، وهي مطور رئيسي، إلى جانب بريتيش غاز، لحقل الغاز الفلسطيني قبالة سواحل غزة.

## نشاطه الاقتصادي والتنموي
أسس مع شركائه سعيد خوري وكامل عبد الرحمن سنة 1952 شركة اتحاد المقاولين ال CCC التي تعتبر أكبر شركات المقاولات والإنشاء في الشرق الأوسط، وواحدة من أكبر 16 شركة في هدا المجال على مستوى العالم.
وفر حسيب صباغ مئات المنح الدراسية للفلسطينيين واللبنانيين وساهم في بناء عدد من المؤسسات، ومنها على سبيل المثال: مركز حسيب الصباغ للتميز في تكنولوجيا المعلومات في الجامعة العربية الأمريكية - جنين، مساكن لطلاب جامعة فلسطين التقنية في طولكرم (وتعرف بـ "خضوري")، ومدرسة حسيب الصباغ في نابلس، ومستشفى حسيب الصباغ في رام الله وهو قيد الإنشاء عند مدخل رام الله، و قاعة حسيب الصباغ في الجامعة الأميركية في بيروت، وغيرها كثير.
في عام 2008 احتل حسيب صباغ المركز 16 بين الأغنياء العرب بثروة قيمتها 4.3 مليارات دولار.

## مناصبه
رئيس مجلس إدارة مجموعة شركات المقاولين CCC، رئيس مجلس إدارة صندوق الطلبة الفلسطينيين، نائب رئيس مجلس إدارة مؤسسة التعاون جنيف/ سويسرا، عضو مجلس إدارة البنك العربي، عضو مجلس الأمناء مستشفى كليفلاند كلينيك، عضو في المجلس الدولي لجامعة هارفرد، عضو مجلس أمناء جامعة يوريكا، عضو في مجلس إدارة مستشفى ماساتشوست العام، عضو في مجلس إدارة جامعة جورج تاون، عضو في المجلس الوطني الفلسطيني، عضو في المجلس المركزي الفلسطيني، عضو في مجلس إدارة مؤسسة الدراسات الفلسطينية، ورئيس مجلس إدارة مركز التفاهم الإسلامي/ المسيحي في جامعة جورج تاون.

## أوسمة وتكريم
- وسام الأرز الوطني اللبناني برتبة فارس سنة 1970.
- وسام الأرز الوطني اللبناني برتبة ضابط سنة 1997.
- وسام الاستحقاق الفضي اللبناني ذو السعف سنة 2001.
- وسام نجمة بيت لحم الفلسطيني سنة 2000.
- أطلق اسمه على جائزة حسيب الصباغ وسعيد خوري للهندسة التي تمنحها السلطة الفلسطينية إلى المشاريع الإنشائية الرائدة في فلسطين.[4]
- وضع الرئيس الفلسطيني محمود عباس حجر الأساس لمشروع مبنى (حسيب الصباغ للتأهيل) في 20 أغسطس/آب 2022.[5]

## وفاته
توفي يوم الثالاثاء الموافق 12 يناير 2010 في الولايات المتحدة الأمريكية ونقل جثمانة إلى بيروت ليدفن فيها. حيث تشييع جثمانه في كنيسة الروم الكاثوليك في بيروت بمأتم رسمي حضره عدد كبير من الشخصيات السياسية والدينية اللبنانية والفلسطينية.